# ملعب آثلون
ملعب آثلون (بالإنجليزية: Athlone Stadium)‏ هو ملعب كرة قدم يقع في كيب تاون، جنوب أفريقيا، يتسع لـ 34,000 متفرج. يتواجد الملعب في ضاحية آثلون بمدينة كيب تاون بشارع كروس بولفار.

## التجديد
شُيّد الملعب في عام 1972، وتم تجديده في 2009 بمناسبة احتضان جنوب أفريقيا لكأس العالم في كرة القدم 2010، حيث استعمل كملعب تداريب.

## أهم الأحداث التي استضافها
- كأس العالم 2010 (ملعب تداريب)
- بطولة أمم إفريقيا للمحليين 2014